# Vision of the Seas
O Vision of the Seas é um navio de cruzeiro operado pela companhia norte-americana Royal Caribbean International.
Realizou três temporadas no Brasil entre 2009 e 2012. 

## Incidente
Em março de 2013, parte dos alimentos do navio foi contaminado por um norovírus, fazendo com que 108 passageiros manifestassem problemas gastrointestinais em Port Everglades, Flórida, Estados Unidos. Após a sanitização do navio, este seguiu viagem.